# آوری روستاک
آوری روستاک (به لاتین: Uri Rotstock) یک کوه در سوئیس است که در کانتون آوری واقع شده‌است. آوری روستاک ۲٬۹۲۹ متر بالاتر از سطح دریا واقع شده‌است.